# 格希茨
格希茨（德語：Göschitz，發音：[ˈɡœʃɪts]）是德国图林根州萨勒-奥拉县的市镇，总面积7.83平方千米，2023年12月31日总人口为203人。